# Кера (Нижнеломовский район)
 Кера  — село Нижнеломовского района Пензенской области. Входит в состав Голицынского сельсовета.

## География
Находится в северо-западной части Пензенской области на расстоянии приблизительно 24 км на восток-северо-восток по прямой от районного центра города Нижний Ломов на левом берегу Мокши.

## История
- Упоминается в 1632 году как мордовская деревня.
- В 1710 году насчитывалось 47 солдатских дворов, двор попа и 7 дворов мелких помещиков.
- В 1719 году среди ее жителей записаны нижнеломовские солдаты и однодворцы, не менее 32 дворов.
- В 1746 году — село однодворцев и мелких помещиков.
- В 1785 году упомянуты 7 местных помещиков.
- В 1877 году — 149 дворов, Рождественская деревянная церковь, построенная в 1868 году.
- В 1894 году работало земское училище.
- В 1911 году показано вместе с Колобовщиной, 382 двора, церковь, земская школа, водяная мельница и мельница с нефтяным двигателем, 2 шерсточесалки, валяльное заведение, 4 кузницы, 3 лавки.
- В 1955 году центральная усадьба колхоза «Комсомолец».
- В 1996 году в селе функционировали средняя школа и сельский дом культуры.
- В 1975 году в черту села включена деревня Кругловка.
- В 2004 году- 215 хозяйств[1].

## Население
Численность населения: 293 человека (1710 год), 246 (1718), 1042 (1864 год), 2668 (1911), 1824 (1926), 1519 (1939), 1235 (1959), 680 (1979), 487 (1989), 450 (1996). Население составляло 399 человек (русские 99 %) в 2002 году, 333 в 2010.